# Steve Goble
Stephen Goble (sinh ngày 5 tháng 9 năm 1960 ở Erpingham) là một cầu thủ bóng đá người Anh đã giải nghệ thi đấu ở Anh cho Norwich City và Cambridge United, ở Hà Lan cho FC Groningen, SC Veendam, FC Utrecht và Heracles Almelo, và ở Thụy Điển cho Skellefteå AIK.
Anh của Goble, Nolan, qua đời trong Vụ đâm máy bay trực thăng Biển Bắc tháng 4 năm 2009, ngoài khơi Aberdeen.